# Перо Јововић
Перо Јововић (Прокупље, 1998) српски је новинар.

## Биографија
Завршио је Факултет политичких наука Универзитета у Београду. Радио је за естрадни сајт Трачара.ком, као веб новинар у WMG, и Блиц, а тренутно ради као новинар на Новој. Пише колумну и ради интервјуе на њиховом сајту, и води интернет емисију Попток, у којој су му гости били Славен Дошло, Весна Дедић, Раста, Констракта, Сергеј Трифуновић. Марко Јанкетић,Стјепан Хаусер, Стеван Филиповић, Бане Видаковић, Николија, Рада Ђурић, Жаклина Таталовић, Сара Јо, Зоран Кесић, Милош Биковић, Данило Машојевић, Аммар Мешић, Сенида, Горица Поповић, Бранислав Трифуновић, Сајси MC, Душка Вучинић и други.
Највише пажње изазвала је емисија са Марком Јанкетићем која је довела до контроверзи због изјава глумца. Постао је омражен у делу јавности због својих политичких ставова на друштвеној мрежи Твитер, због стављања косовске заставе на личном фејсбук профилу, и неких изјава, те је добијао претње смрћу, али је и исмеван и омаловажаван на друштвеним мрежама због неки својих чланака, попут чланка о пржењу сперме,(Вегани за почетнике - Пржила сам дечкову сперму у тигању) који је касније обрисан са сајта Нове. Припадник је ЛГБТ+ популације, о чему је говорио у часопису Оптимист.
Живи и ради у Београду.